# Dom DiMaggio
Dominic Paul DiMaggio (São Francisco em 12 de fevereiro de 1917 — Marion, 8 de maio de 2009) apelidado de "O Pequeno Professor", era um defensor central da Liga Principal de Beisebol dos Estados Unidos. Ele jogou toda a sua carreira de 11 anos no beisebol para o Boston Red Sox (1940-1953). DiMaggio era o mais novo de três irmãos que se tornaram defensores centrais da liga principal, sendo os outros Joe e Vince.
Em 1959, DiMaggio juntou forças com outros nove Nova Inglaterra, liderada por Billy Sullivan, para fundar e capitalizar uma Boston futebol americano time que estreou em 1960 como o Boston Patriots.

## Biografia
Um rebatedor de vantagem efetivo, ele rebateu 300 rebatidas quatro vezes e liderou a Liga Americana em duas corridas e em triplas e bases roubadas uma vez cada. Ele também liderou os defensores centrais do AL em assistências três vezes e em putouts e jogadas duplas duas vezes cada; ele empatou um recorde da liga registrando 400 putouts quatro vezes, e seus totais de 1948 de 503 putouts e 526 chances totais permaneceram como recordes AL por quase 30 anos. Seus 1 338 jogos no campo central ficaram em oitavo lugar na história do AL quando ele se aposentou. Sua sequência de rebatidas de 34 jogos em 1949 permanece um recorde do clube de Boston.
Ele era o mais novo de três irmãos que haviam se tornado defensores centrais da liga principal: Joe era uma estrela do rival New York Yankees e Vince jogou por cinco times da Liga Nacional. O caçula de nove filhos de imigrantes sicilianos, a pequena estatura de Dom (5'9") e os óculos lhe valeram o apelido de" O Pequeno Professor".
Depois de entrar nas ligas menores em 1937 com o San Francisco Seals da Pacific Coast League, o contrato de Dom DiMaggio foi comprado pelo Red Sox após uma temporada de 1939 na qual ele rebateu.361; ele atingiu 0,301 em sua temporada de estreia em 1940, tornando-se parte de um campo externo de 0,300 rebatidas com Ted Williams e Doc Cramer. Em 1941 e 1942 ele marcou mais de 100 corridas para terminar em terceiro na AL e estava entre os dez melhores jogadores da liga em duplas e roubos de bola; ele foi nomeado um All-Star em ambos os anos. Depois de perder três anos servindo na Marinha na Segunda Guerra Mundial, ele retornou em 1946com sua melhor temporada, com rebatidas de 0,316 para ficar em quinto lugar na liga, e chegando em nono na votação de MVP enquanto Boston venceu sua primeira flâmula em 28 anos. Em terceiro lugar, ele acertou apenas 0,259 na World Series de 1946 contra o St. Louis Cardinals, mas foi quase um herói da Série para Boston. Com dois eliminados no oitavo turno do jogo 7, ele dobrou para dirigir em duas corridas, empatando o placar em 3-3; mas ele puxou o tendão da coxa chegando à segunda base e teve que ser removido para um corredor substituto. O resultado foi caro, já que Harry Walker dobrou para o centro do campo na parte inferior da entrada, com Enos Slaughter marcando da primeira base em seu famoso " Mad Dash"para ganhar o jogo e a Série para o St. Louis; se DiMaggio tivesse permanecido no jogo, o golpe de Walker poderia ter sido capturável ou o braço forte do outfielder poderia ter segurado Slaughter na terceira base." Se eles não tivessem tirado DiMaggio do jogo ", Slaughter disse mais tarde sobre sua corrida ousada," eu não teria tentado. "
Depois de um ano ofensivamente decepcionante em 1947, DiMaggio se recuperou em 1948 para marcar 127 corridas (segundo na AL) com recordes na carreira em duplas (40), corridas impulsionadas (87) e caminhadas (101). Seus 503 lançamentos quebraram o recorde de 484 da LA de Baby Doll Jacobson, estabelecido com o St. Louis Browns de 1924; suas 526 chances totais ultrapassaram a marca da liga de 498 compartilhada por Sam Rice dos Washington Senators e Jacobson de 1920. Na época, as marcas ficaram atrás apenas dos totais de Taylor Douthit de 547 e 566 com os 1 928 Cardinals na história da liga principal; ambos os registros permaneceram até 1977, quando Chet Lemon, do Chicago White Sox, registrou 512 putouts e 536 chances totais. Em 1949, DiMaggio teve uma rebatida de 0,307 com 126 corridas e teve seu recorde de equipe de 34 rebatidas consecutivas; ironicamente, a sequência de rebatidas terminou em 9 de agosto por uma excelente captura feita por seu irmão Joe. Naquele ano, ele fez 400 descartes pela quarta vez, batendo o recorde de AL detido por Sam West dos Senators e Browns; a marca foi depois empatada por dois outros jogadores antes de ser quebrada por Lemon em 1985.
Em 1950, DiMaggio liderou a AL em corridas (131), triplos (11) e bases roubadas (15) enquanto atingia um recorde de carreira de 0,328. Em 30 de junho, ele e Joe fizeram home runs enquanto jogavam um contra o outro, tornando-se o quarto par de irmãos a homer no mesmo jogo. O total de base roubada de Dom de 15 é o menor total de base roubada para liderar uma das ligas principais em uma única temporada. Em agosto daquele ano, ele teve 53 rebatidas de base, empatando um recorde do clube com o companheiro de equipe Johnny Pesky.
Ele novamente liderou a liga em corridas (113) em 1951, quando teve uma sequência de 27 jogos consecutivos de 12 de maio a 7 de junho. Ele se aposentou em maio de 1953, depois de aparecer em apenas três jogos naquele ano como rebatedor, com um 0,298 média de rebatidas, 1 680 rebatidas, 308 duplas, 57 triplas, 87 home runs, 1 046 corridas e 618 RBI em 1399 jogos. Ele foi selecionado para o All-Star sete vezes (1941–42, 1946, 1949–52). A média de sua carreira de 2,98 chances por jogo continua sendo o recorde para os outfielders do AL.
DiMaggio teve uma estreita amizade com os companheiros de equipe Ted Williams, Bobby Doerr e Johnny Pesky, que foi narrada no livro de David Halberstam, The Teammates. Depois de se aposentar, ele se tornou um fabricante de plásticos na Nova Inglaterra. Ele foi incluído no Boston Red Sox Hall of Fame em 1995. Ele e sua esposa Emily, com quem se casou em 1948, tiveram dois filhos (Paul e Peter), uma filha (Emily) e vários netos (Alex, Andrew, Charlotte, Margel, Peter e Anna).
Em um artigo da revista Esquire de 1976, o redator esportivo Harry Stein publicou um "All Time All-Star Argument Starter", composto por cinco times de beisebol étnicos. Dom DiMaggio era o fielder esquerdo da equipe italiana de Stein.
Em 1978, ele foi nomeado membro do Conselho de Curadores do Saint Anselm College em Goffstown, New Hampshire. Ele serviu sob os presidentes padre Peter e padre Jonathan DeFelice e ajudou a liderar o Saint Anselm College por quatro décadas de expansão; ele recebeu um diploma honorário em 1999.
O escritor David Halberstam descreveu Dom como "provavelmente o jogador mais subestimado de sua época".

### Serviço militar
Após a temporada de 1942, DiMaggio alistou-se na Marinha dos Estados Unidos com serviço inicial na Naval Station Treasure Island em San Francisco, Califórnia. Ele serviu na Austrália e nas Filipinas durante a Segunda Guerra Mundial. Enquanto estava estacionado na Austrália, ele e Phil Rizzuto voaram para Honolulu para jogar na competição do Exército e Marinha de 1944 World Series. Ele também jogou pela equipe da Estação de Treinamento Naval de Norfolk. Ele foi dispensado em 1945 como suboficial.

## Morte
DiMaggio morreu em 8 de maio de 2009, em sua casa em Marion, Massachusetts. Ele tinha 92 anos e sofria de pneumonia.